# Ateneo Cultural Eva Perón
El Ateneo Cultural Eva Perón fue una entidad creada en 1950 a iniciativa de Eva Perón, que anteriormente había sido actriz y que en ese momento era la esposa del entonces presidente de Argentina, Juan Domingo Perón. La finalidad declarada de la institución era brindar un ámbito social y cultural donde las actrices pudieran reunirse e intercambiar sus opiniones y comentarios, y el propósito político era captar adherentes entre las figuras conocidas del espectáculo para dar más brillo al Partido Peronista. Eva Perón eligió como primera presidenta a la actriz Fanny Navarro, que en ese momento era amante de su hermano Juan Duarte. La entidad fue disuelta por Perón en 1953 y reemplazada por la Unidad Básica Eva Perón.

## Marco histórico
En 1945 cuando Perón proclamó su candidatura a la presidencia de la nación, la casi totalidad de los intelectuales –incluidos los actores- que se pronunciaron por alguno de los candidatos lo hizo por su adversario de la Unión Democrática. Una vez asumido el cargo Perón fue asumiendo en nombre del gobierno o a través de intermediarios, el control de la totalidad de las radiodifusoras y de la mayor parte de la prensa escrita para lo cual contó con la valiosa ayuda de Raúl Apold, un experto en comunicación que estaba vinculado a la actividad cinematográfica que fue nombrado en la Subsecretaría de Prensa y Difusión. Apold, a quien su cargo le llevaba a trabajar a menudo cerca de Eva Perón, mantenía un férreo control sobre la actividad artística y era conocido su poder de veto para que determinados actores no fueran contratados por las radios, teatros y productoras cinematográficas. Ingresar en las listas negras del funcionario significaba que el involucrado debía cambiar de profesión o irse a trabajar fuera del país, a menos que con penosos pedidos o explicaciones pudiera rehabilitarse y salir de la lista. No eran comunicaciones oficiales pero no por ello menos perentorias: incumplir la lista negra significaba recibir inspecciones de todo tipo, clausuras por motivos nimios, no suministro de papel para las gráficas o de celuloide para las filmadoras, etc. que imposibilitaban a la empresa continuar su actividad. 
En 1950 ya existía la perspectiva de un intento reeleccionista de Perón para los comicios de 1952, dado que la reforma constitucional argentina de 1949 le había habilitado a ello. La primera dama se había mantenido siempre al tanto de la actividad artística y Apold había cuidado que ingresaran en la lista negra actores que le hubieran podido ocasionar contratiempos en el pasado, como los casos de Niní Marshall, Inés Edmonson, Nelly Aylón y Libertad Lamarque que debieron partir al exilio. El funcionario consideraba importante lograr que artistas nacionales y extranjeros proclamaran las bondades del gobierno y se empeñaba en lograrlo. Entre estos últimos hubo efusivos comentarios de Aldo Fabrizi cuando fue a filmar una película en Argentina, y de María Félix cuando viajó invitada al país. Por otra parte, no aceptaba una negativa a colaborar: los actores Agustín Barrios, Alberto de Mendoza, Orestes Caviglia, María Rosa Gallo, Claudio Martino y Camilo Da Passano fueron despedidos de la obra Prontuario, que producía y dirigía Luis Sandrini en el Teatro Astral por negarse a firmar una nota apoyando la reelección de Perón; de ellos solamente Mendoza pudo reintegrarse a la actividad un año después, gracias a la intercesión de Fanny Navarro, en tanto los otros sólo pudieron trabajar en el interior del país o en el extranjero. 

## Creación del Ateneo
Eva Perón era consciente de que las grandes divas del espectáculo no eran peronistas y pensó en crear un lugar que no solo pudiera tener una actividad de tipo social y mutual sino que atrajera a figuras que todavía no habían manifestado su adhesión al gobierno. Esa entidad tomó el nombre de Ateneo Cultural Eva Perón y se instaló en un piso cedido por el gobierno amueblado por este con más las donaciones “voluntarias” de empresas del espectáculo. Los cargos directivos fueron distribuidos en esta forma:
- Fanny Navarro …Presidenta
- Virginia Luque ….Vicepresidenta
- Sabina Olmos …Secretaria técnica
- Pierina Dealessi…Secretaria administrativa
- Perla Mux …Secretaria general
- Silvana Roth …Tesorera
- Nelly Daren …Protesorera
- Malisa Zini, Iris Marga, Tulia Ciámpoli, Rosita Contreras, Rosa Catá, Lea Conti y Adriana Alcock…Vocales.

A los pocos días Virigina Luque fue reemplazada en su cargo por Silvana Roth y esta, a su vez, por Adriana Alcock.
El acto inaugural se realizó el 5 de octubre de 1950 y fue transmitido por Radio del Estado. Cada nueva miembro recibió, además de su carnet, un escudo peronista esmaltado para colocar en la solapa y una foto autografiada de Eva Perón.
Sin dejar de atender las filmaciones, ensayos y representaciones teatrales, Fanny Navarro concurría 2 o 3 horas diarias al Ateneo para ocuparse de sus funciones, contando con la colaboración de su hermana, China Navarro, como su secretaria privada. En los medios controlados por el gobierno se publicaban en forma frecuente notas exaltando la labor del Ateneo y difundiendo los nombres de las actrices que se habían adherido al mismo. El Ateneo instaló para sus afiliados una proveeduría similar la que tenía la Fundación Eva Perón para facilitar la adquisición de electrodomésticos y otros enseres._
El 26 de septiembre de 1951 se publicó en la portada de los diarios oficialistas el manifiesto impulsado por el Ateneo en el cual más de 3.000 personas del ámbito artístico apoyaban la reelección presidencial de Perón. Más adelante, al fallecer Eva Perón el Ateneo se adhirió al duelo nacional en un comunicado y también dio un comunicado el 14 de diciembre de 1952 para adherir al Segundo Plan Quinquenal que se iniciaba el 1° de enero siguiente e inició una campaña de difusión de su contenido. 
El Subsecretario de Informaciones y Prensa Raúl Apold tenía un viejo encono contra Fanny Navarro originado, fundamentalmente, en la influencia que había tenido mientras vivía Eva Perón, logrando que algunas prohibiciones a trabajar a colegas originadas en Apold fueran dejadas sin efecto. Al suicidarse el 9 de abril de 1953 Juan Duarte –algunas versiones dudaban que hubiera sido un suicidio y vinculaban a Apold con el hecho- el funcionario consideró que Navarro ya no tendría apoyos oficiales y provocó lo que Maranghello denomina “arresto domiciliario” durante el cual la actriz solo salía de su casa para sus tareas de filmación. En el ínterin Perla Mux se quejó ante Apold de que el Ateneo no realizaba labor política alguna y aquel transmitió esa manifestación al general Perón, quien convocó a las integrantes de la comisión directiva a una reunión en la sede de la entidad. Ante ellas Perón manifestó que daba por concluidas las tareas del Ateneo y enfatizó que Fanny Navarro no había estado a la altura de lo esperado y ante ciertos reclamos de algunas actrices se retiró enojado. Esto significó el fin del Ateneo, parte de cuyas integrantes –incluida Perla Mux- pasaron a militar en la Unidad Básica Eva Perón que ocupó las oficinas.